# Peter Quill (Marvel Cinematic Universe)
Peter Quill, alias Star-Lord, je fiktivní postava z Marvel Cinematic Universe, založená na stejnojmenné postavě z komiksů Marvel Comics, hraná americkým hercem Chrisem Prattem. Quill byl jako mladý unesen ze Země a stal se členem skupiny Ravagers. Poté se stane členem Strážců galaxie, kdy porazí Ronana a zachrání planetu Xandar. Později se také spojí s Avengers, aby porazili Thanose, ale stane se obětí Probliku. O pět let později je vzkříšen a připojí se k závěrečné bitvě proti Thanosovi. Po bitvě spolu se Strážci galaxie a Thorem odletí do vesmíru.
Od svého debutu ve filmu Strážci Galaxie se objevil v dalších pěti filmech, seriálu Co kdyby…? a speciálu Strážci Galaxie: Sváteční speciál.

## Fiktivní biografie

### Původ
Peter Quill se narodil v roce 1980. Jeho otec byl Celestial – Ego, zatímco jeho matka Meredith byla člověk z amerického Missouri, která ale v roce 1988 zemře. Quill se s tím nedokáže vypořádat, uteče, ale je unesen mimozemskou vesmírnou lodí Ravagers, vedených Yondu Udontou. Přestože byl Yondu najat, aby doručil Quilla Egovi, nechá si jej, jelikož se dozví o Egových úmyslech s Quillem.

### Strážci galaxie
O 26 let později, je Quill stále členem Ravagers. Během úklidové práce se Quill ocitne ve významném boji o moc a pomstu mezi dvěma vyspělými galaktickými mocnostmi, vůdcem Kree Ronanem Nova Corps z planety Xandar, a zároveň je pronásledován Yondou poté, co mu nepřinesl ukradenou relikvii, kterou nalezl na Moragu.
Quill se poté. vrátí do Xandaru, kde je však konfrontován Gamorou, která se pokouší ukrást Kámen pro sebe, a Rocketem a Grootem, kteří se pokoušejí zajmout Quilla, aby si za něj vybrali odměnu, která je na něj vypsaná. Po boji jsou všichni čtyři posláni do věznice Kyln. Podaří se jim však s pomocí dalšího spoluvězně, Draxe Ničitele, uniknou a zůstanou spolu, přičemž se tak stanou Strážci galaxie. Gamora je vezme na planetu Kdovíkde, kde jim Sběratel vysvětlí význam Kamenů nekonečna. Zde jsou však napadeni Ronanem a jsou nuceni uprchnout, přičemž ztratí Kámen moci. Poté, co se dozvědí, že Ronan plánuje použít Kámen moci k úplnému zničení Xandaru, cestují na Xandar, aby ho zastavili, s pomocí Yondua a Ravagers. Po bitvě mezi Ronanovou armádou a Nova Corps se Strážcům podaří zničit Ronanovu válečnou loď a nakonec i Ronana.

### Setkání se s Egem
O několik měsíců později je Quill a Strážci najati rasou Sovereign, aby odrazili mimozemšťana útočícího na jejich baterie, výměnou za Nebulu, nevlastní sestru Gamory. Později, když se dozví, že Rocket ukradl některé baterie, což mělo zároveň za následek útok od rasy Sovereign, nouzově přistanou na planetě, kde se Quill setká se svým otcem Egem.
Quill, Gamora a Drax jdou s Egem na jeho planetu, kde se setkají s jeho asistentkou Mantis. Ego, po příchodu, informuje Quilla, že i on má své vzácné schopnosti. Quill je zpočátku šťastný, že našel svého otce a že má znovu rodinu, ale nakonec se ukáže, že Ego má v úmyslu terraformovat všechny ostatní planety, čímž zabije veškerý ostatní život, a počal Quilla s úmyslem, aby mu jeho syn mohl poskytnou dodatečnou sílu, která je k tomu nezbytná. Poté, co se Ego prozradí, že zabil Quillovu matku, Quill se obrátí proti němu. Celý tým začne s Egem bojovat, dokud mu Groot neumístí do mozku bombu. Poté, co Ego zemře, je Quill zachráněn Yonduem před výbuchem planety. Ve vesmíru Yondu dá Quillovi poslední skafandr a obětuje svůj život, aby ho zachránil.

### Bitva s Thanosem
O čtyři roky později Strážci galaxie reagují na nouzový signál ve vesmíru, který vyslal Thor. Thor, poté, co ho vezmou na palubu, informuje Strážce, že Thanos začal pátrat po všech šesti Kamenech nekonečna, přičemž už získal Kámen moci a Kámen prostoru. Quill, Gamora, Drax a Mantis se proto vydají na Kdovíkde, přičemž při cestě tam požádá Gamora Quilla, aby ji zabil v případě, že ji zajme Thanos, aby mu nevyzradila polohu Kamene duše. Na Kdovíkde je Gamora zajata Thanosem, ale Quill ji nedokáže zabít a Thanos proto s Gamorou odejde. Quill, Drax a Mantis poté odcestují na Titan, kde se setkají se Starkem, Strangem a Parkerem. Následně po domluvě zaútočí na Thanose, přičemž získají převahu a Mantis se podaří svými schopnostmi ovládnou Thanose, dokud Quill nezareaguje agresivně, když se dozví o Gamořině smrti od Nebuly. Díky tomu Thanos získá převahu, následně získá Kámen času a odejde z Titanu. Po lusknutí se Quill spolu s Draxem, Mantis, Parkerem a Strangem rozpadnou.
O pět let později je Quill obnoven k životu a je přiveden portálem do New York, kde se účastní poslední bitvy proti alternativní verzi Thanose z roku 2014. Poté, co Stark obětuje svůj život, aby porazil Thanose a jeho armádu, zúčastní se s ostatními Strážci a Avengers jeho pohřbu. Quill později opustí Zemi s Thorem a ostatními Strážci.

## Alternativní verze

### Varianta z roku 2014
V alternativním roce 2014, Quill přiletí na planetu Morag, aby ukradl Kámen moci, ale je zneškodněn Nebulou a Rhodesem, kteří přišli z hlavní časové osy.

### Co kdyby…?

#### Život na Zemi
V alternativním roce 1988 členové Ravagers Kraglin a Taserface omylem unesou T'Challu místo Quilla. Výsledkem je, že Quill stráví dalších dvacet let normálním životem na Zemi v Missouri. V roce 2008, kdy pracuje jako uklízeč prodejny Dairy Queen, ho najde Ego.
Ten začne vysávat Quillovy nebeské síly a terraformuje vesmír. Poté ho zachrání T'Challa, která zničí Egovo fyzické tělo A naverbuje Quilla do Strážců Multivesmíru. Po porážce Ultrona učí T'Challa Quilla, jak střílet z blasteru.

#### Ultronova výhra
V alternativním roce 2015 je Quill spolu s ostatními členy Strážců Galaxie zabit Ultronem při obraně planety Sovereign.

## Výskyt

### Filmy
- Strážci Galaxie
- Strážci Galaxie Vol. 2
- Avengers: Infinity War
- Avengers: Endgame
- Thor: Láska jako hrom[6]
- Strážci Galaxie: Volume 3[7]

### Seriály
- Co kdyby…?

### Speciály
- Strážci Galaxie: Sváteční speciál[8]